# Kalâat el-Andalous (délégation)

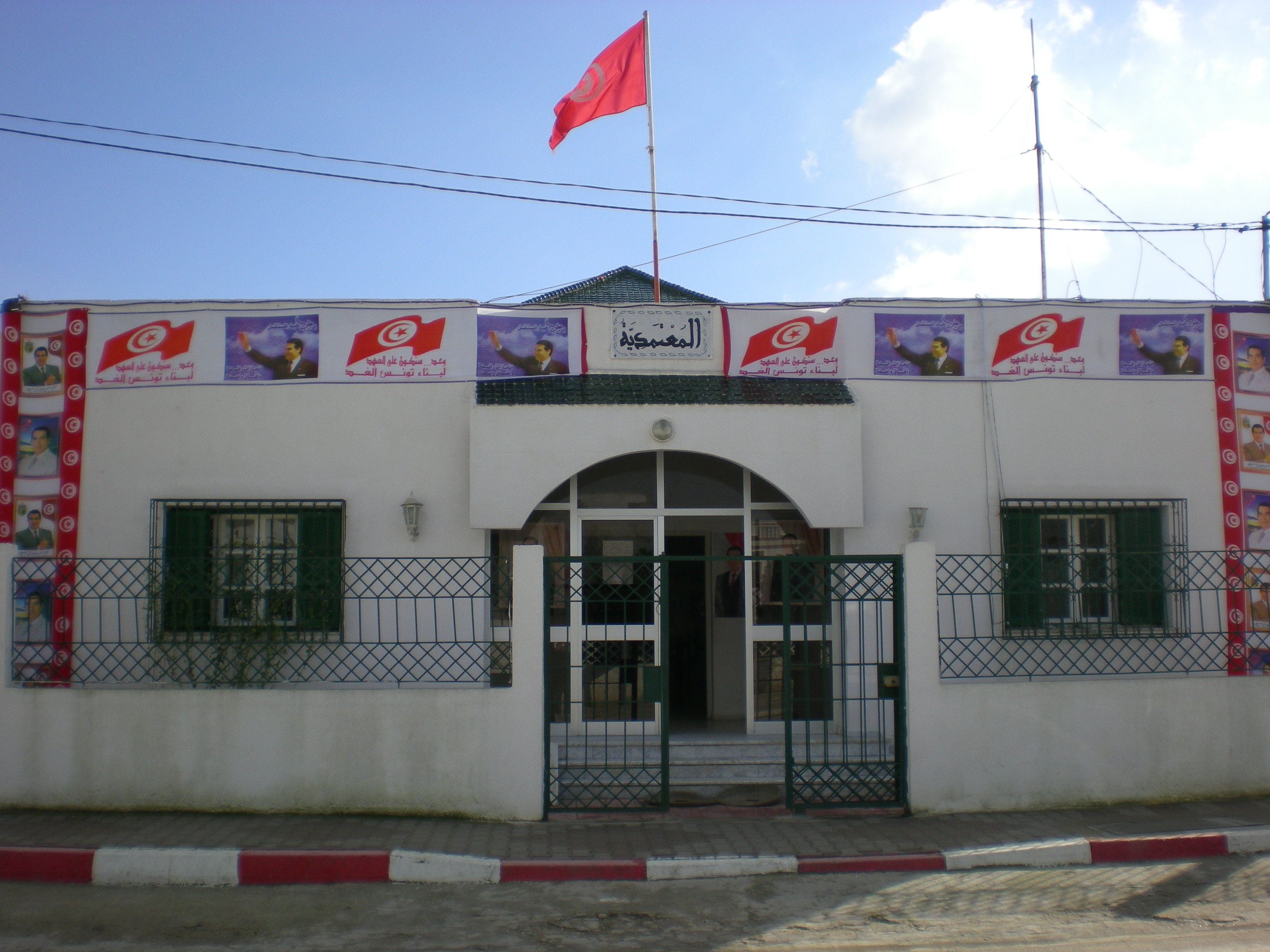
Siège de la délégation en 2007.

Kalâat el-Andalous est une délégation tunisienne dépendant du gouvernorat de l'Ariana.
En 2004, elle compte 23 045 habitants dont 11 976 hommes et 11 069 femmes répartis dans 4 709 ménages et 4 778 logements.